# La Vainilla, Durango
La Vainilla är en ort i Mexiko.   Den ligger i kommunen Tamazula och delstaten Durango, i den västra delen av landet, 1 000 km nordväst om huvudstaden Mexico City. La Vainilla ligger 497 meter över havet och antalet invånare är 108.
Terrängen runt La Vainilla är huvudsakligen lite bergig. La Vainilla ligger nere i en dal. Runt La Vainilla är det mycket glesbefolkat, med 6 invånare per kvadratkilometer. Närmaste större samhälle är Cortijos de Guatenipa, 14,7 km nordväst om La Vainilla. I omgivningarna runt La Vainilla växer huvudsakligen savannskog.